# Derek Cornelius
Derek Austin Cornelius (född 25 november 1997) är en kanadensisk professionell fotbollsspelare som spelar som mittback för Marseille och det kanadensiska landslaget.

## Tidigt liv
Cornelius föddes i Ajax, Ontario. Cornelius spelade för Ajax Thunders U8-lag när han var sex år. Säsongen efter utsågs han till mest värdefulla spelaren i Unionville Milliken Challenge Cup. På U11-nivå vann han COVI-mästerskapet och utropades till den mest värdefulla spelaren.
2013 valdes han ut till det kanadensiska U17-landslaget för läger i Florida och Costa Rica och valdes senare till CONCACAF World Cup U17-kvalförlägret i Florida. Han valdes också ut till det kanadensiska under-16-landslaget för Torneo delle Nazioni-turneringen i Italien.
I januari 2014 flyttade Derek Cornelius till Tyskland. Han började träna med VfB Lübeck U19-lag. Han tillbringade två säsonger med huvudlaget, men kunde inte spela på grund av Fifas regler för minderåriga spelare. Han blev kvalificerad att spela från och med den 1 januari 2016.  Med VfB Lübeck vann han Schleswig-Holstein Cup två år i rad och gjorde ett framträdande i Regionalliga Nord 2015–16.
Sommaren 2016 flyttade han till VfR Neumünster och spelade med dem första halvan av säsongen.
Under vinteruppehållet säsongen 2016–17 signerades Cornelius av den serbiska Superliga-lshry FK Javor Ivanjica efter framgångsrika försök. Han gjorde sin ligadebut den 29 april 2017, i en bortamatch mot FK Radnički Niš. Javors huvudtränare Srđan Vasiljević omvandlade Cornelius från forward till mittback.
Den 18 januari 2019 återvände Cornelius till sitt hemland Kanada och skrev på med MLS-klubben sidan Vancouver Whitecaps. Han gjorde sin debut för Whitecaps den 2 mars i MLS-säsongsöppningen 2019 mot Minnesota United. Cornelius gjorde sitt första mål för klubben den 18 maj mot Sporting Kansas City.
I juli 2021 meddelade Whitecaps att Cornelius hade lånats ut till Panetolikos i Grekiska superligan fram till december 2022.

### Malmö FF
I december 2022 meddelade Vancouver att Cornelius hade flyttats till allsvenska Malmö FF. Han skrev på ett kontrakt till 2026 med den skandinaviska klubben. Cornelius blev även stor matchhjälte för Malmö FF när han i 89:e spelminuten gjorde 2-1 mot Degerfors i den avgörande matchen i gruppspelet i Svenska cupen.

### Marseille
I augusti 2024 värvades Cornelius av franska Marseille, där han skrev på ett fyraårskontrakt.